# ساروس خورشیدی ۱۵۳
ساروس ۱۵۳ دوره‌ای زمانی با چرخه‌ای حدود ۱۸ سال و ۱۱ روز و ۸ ساعت (تقریباً ۶۵۸۵ و یک سوم روز) است که شامل ۷۰ خورشیدگرفتگی می‌شود.

## رخدادها
| ساروس | عضو | تاریخ                        | زمان (بزرگ‌ترین) ساعت هماهنگ جهانی | نوع    | مکان طول و عرض جغرافیایی | گاما    | قدر    | گُستره (km) | مدت زمان (دقیقه: ثانیه) | منبع |
| ----- | --- | ---------------------------- | --------------------------------- | ------ | ------------------------ | ------- | ------ | ---------- | ----------------------- | ---- |
| ۱۵۳   | ۱   | ۲۸ ژوئیه ۱۸۷۰                | ۱۱:۰۲:۳۱                          | جزئی   | 69.2N 170.9E             | 1.5044  | 0.0742 |            |                         |      |
| ۱۵۳   | ۲   | ۷ اوت ۱۸۸۸                   | ۱۸:۰۵:۴۶                          | جزئی   | 70.1N 53E                | 1.4369  | 0.1983 |            |                         |      |
| ۱۵۳   | ۳   | خورشیدگرفتگی ۲۰ اوت ۱۹۰۶     | ۱:۱۲:۵۰                           | جزئی   | 70.8N 66.4W              | 1.3731  | 0.3147 |            |                         |      |
| ۱۵۳   | ۴   | خورشیدگرفتگی ۳۰ اوت ۱۹۲۴     | ۸:۲۳:۰۰                           | جزئی   | 71.5N 172.9E             | 1.3123  | 0.4245 |            |                         |      |
| ۱۵۳   | ۵   | خورشیدگرفتگی ۱۰ سپتامبر ۱۹۴۲ | ۱۵:۳۹:۳۲                          | جزئی   | 71.9N 50E                | 1.2571  | 0.523  |            |                         |      |
| ۱۵۳   | ۶   | خورشیدگرفتگی ۲۰ سپتامبر ۱۹۶۰ | ۲۲:۵۹:۵۶                          | جزئی   | 72.1N 74.1W              | 1.2057  | 0.6139 |            |                         |      |
| ۱۵۳   | ۷   | خورشیدگرفتگی ۲ اکتبر ۱۹۷۸    | ۶:۲۸:۴۳                           | جزئی   | 72N 159.6E               | 1.1616  | 0.6905 |            |                         |      |
| ۱۵۳   | ۸   | خورشیدگرفتگی ۱۲ اکتبر ۱۹۹۶   | ۱۴:۰۳:۰۴                          | جزئی   | 71.7N 32.1E              | 1.1227  | 0.7575 |            |                         |      |
| ۱۵۳   | ۹   | خورشیدگرفتگی ۲۳ اکتبر ۲۰۱۴   | ۲۱:۴۵:۳۹                          | جزئی   | 71.2N 97.2W              | 1.0908  | 0.8114 |            |                         |      |
| ۱۵۳   | ۱۰  | خورشیدگرفتگی ۳ نوامبر ۲۰۳۲   | ۵:۳۴:۱۳                           | جزئی   | 70.4N 132.6E             | 1.0643  | 0.8554 |            |                         |      |
| ۱۵۳   | ۱۱  | خورشیدگرفتگی ۱۴ نوامبر ۲۰۵۰  | ۱۳:۳۰:۵۳                          | جزئی   | 69.5N 1E                 | 1.0447  | 0.8874 |            |                         |      |
| ۱۵۳   | ۱۲  | خورشیدگرفتگی ۲۴ نوامبر ۲۰۶۸  | ۲۱:۳۲:۳۰                          | جزئی   | 68.5N 131.1W             | 1.0299  | 0.9109 |            |                         |      |
| ۱۵۳   | ۱۳  | خورشیدگرفتگی ۶ دسامبر ۲۰۸۶   | ۵:۳۸:۵۵                           | جزئی   | 67.4N 96.2E              | 1.0194  | 0.9271 |            |                         |      |
| ۱۵۳   | ۱۴  | ۱۷ دسامبر ۲۱۰۴               | ۱۳:۴۸:۲۷                          | حلقه‌ای | 66.4N 36.6W              | 1.012   | 0.9381 | -          | -                       |      |
| ۱۵۳   | ۱۵  | ۲۸ دسامبر ۲۱۲۲               | ۲۲:۰۰:۵۶                          | حلقه‌ای | 65.3N 169.8W             | 1.0072  | 0.945  | -          | -                       |      |
| ۱۵۳   | ۱۶  | ۸ ژانویه ۲۱۴۱                | ۶:۱۲:۳۸                           | حلقه‌ای | 64.3N 57.7E              | 1.0024  | 0.9522 | -          | -                       |      |
| ۱۵۳   | ۱۷  | ۱۹ ژانویه ۲۱۵۹               | ۱۴:۲۳:۲۷                          | حلقه‌ای | 63.4N 74.2W              | 0.9974  | 0.96   | -          | -                       |      |
| ۱۵۳   | ۱۸  | ۲۹ ژانویه ۲۱۷۷               | ۲۲:۳۰:۳۰                          | حلقه‌ای | 57.6N 165.1E             | ۰٫۹۸۹۷  | ۰٫۹۲۱۲ | -          | ۶ دقیقه و ۵۵ ثانیه      |      |
| ۱۵۳   | ۱۹  | ۱۰ فوریه ۲۱۹۵                | ۶:۳۴:۲۷                           | حلقه‌ای | 55.2N 41.6E              | ۰٫۹۷۹۷  | ۰٫۹۲۱۸ | -          | ۶ دقیقه و ۵۲ ثانیه      |      |
| ۱۵۳   | ۲۰  | ۲۱ فوریه ۲۲۱۳                | ۱۴:۳۰:۱۴                          | حلقه‌ای | 53.4N 78.6W              | ۰٫۹۶۳۵  | ۰٫۹۲۳  | ۱۰۸۰       | ۶ دقیقه و ۴۴ ثانیه      |      |
| ۱۵۳   | ۲۱  | ۴ مارس ۲۲۳۱                  | ۲۲:۲۰:۲۴                          | حلقه‌ای | 52.4N 163E               | ۰٫۹۴۳   | ۰٫۹۲۴۶ | ۸۳۸        | ۶ دقیقه و ۳۲ ثانیه      |      |
| ۱۵۳   | ۲۲  | ۱۵ مارس ۲۲۴۹                 | ۶:۰۰:۴۵                           | حلقه‌ای | 52N 48.4E                | ۰٫۹۱۴۹  | ۰٫۹۲۶۶ | ۶۶۶        | ۶ دقیقه و ۱۸ ثانیه      |      |
| ۱۵۳   | ۲۳  | ۲۶ مارس ۲۲۶۷                 | ۱۳:۳۳:۴۵                          | حلقه‌ای | 52.3N 63.7W              | ۰٫۸۸۱   | ۰٫۹۲۸۹ | ۵۴۹        | ۶ دقیقه و ۳ ثانیه       |      |
| ۱۵۳   | ۲۴  | ۵ آوریل ۲۲۸۵                 | ۲۰:۵۵:۲۳                          | حلقه‌ای | 52.9N 171.4W             | ۰٫۸۳۷۹  | ۰٫۹۳۱۵ | ۴۵۹        | ۵ دقیقه و ۵۰ ثانیه      |      |
| ۱۵۳   | ۲۵  | ۱۸ آوریل ۲۳۰۳                | ۴:۰۹:۲۶                           | حلقه‌ای | 53.8N 83.7E              | ۰٫۷۸۸۹  | ۰٫۹۳۴۱ | ۳۹۳        | ۵ دقیقه و ۳۸ ثانیه      |      |
| ۱۵۳   | ۲۶  | ۲۸ آوریل ۲۳۲۱                | ۱۱:۱۲:۵۹                          | حلقه‌ای | 54.5N 17W                | ۰٫۷۳۱۵  | ۰٫۹۳۶۷ | ۳۴۱        | ۵ دقیقه و ۳۰ ثانیه      |      |
| ۱۵۳   | ۲۷  | ۹ مه ۲۳۳۹                    | ۱۸:۰۸:۰۴                          | حلقه‌ای | 54.7N 114.5W             | ۰٫۶۶۷۲  | ۰٫۹۳۹۲ | ۳۰۰        | ۵ دقیقه و ۲۴ ثانیه      |      |
| ۱۵۳   | ۲۸  | ۲۰ مه ۲۳۵۷                   | ۰:۵۴:۲۳                           | حلقه‌ای | 53.9N 151E               | ۰٫۵۹۶۱  | ۰٫۹۴۱۵ | ۲۶۹        | ۵ دقیقه و ۲۴ ثانیه      |      |
| ۱۵۳   | ۲۹  | ۳۱ مه ۲۳۷۵                   | ۷:۳۴:۳۳                           | حلقه‌ای | 52N 57.9E                | ۰٫۵۲    | ۰٫۹۴۳۶ | ۲۴۳        | ۵ دقیقه و ۲۶ ثانیه      |      |
| ۱۵۳   | ۳۰  | ۱۰ ژوئن ۲۳۹۳                 | ۱۴:۰۸:۴۱                          | حلقه‌ای | 48.8N 34.4W              | ۰٫۴۳۸۹  | ۰٫۹۴۵۳ | ۲۲۴        | ۵ دقیقه و ۳۴ ثانیه      |      |
| ۱۵۳   | ۳۱  | ۲۱ ژوئن ۲۴۱۱                 | ۲۰:۳۷:۴۳                          | حلقه‌ای | 44.2N 126.9W             | ۰٫۳۵۳۷  | ۰٫۹۴۶۷ | ۲۱۰        | ۵ دقیقه و ۴۶ ثانیه      |      |
| ۱۵۳   | ۳۲  | ۲ ژوئیه ۲۴۲۹                 | ۳:۰۴:۳۰                           | حلقه‌ای | 38.6N 139.6E             | ۰٫۲۶۶۸  | ۰٫۹۴۷۶ | ۲۰۰        | ۶ دقیقه و ۱ ثانیه       |      |
| ۱۵۳   | ۳۳  | ۱۳ ژوئیه ۲۴۴۷                | ۹:۲۹:۳۵                           | حلقه‌ای | 32.2N 45.1E              | ۰٫۱۷۸۶  | ۰٫۹۴۸۱ | ۱۹۴        | ۶ دقیقه و ۱۸ ثانیه      |      |
| ۱۵۳   | ۳۴  | ۲۳ ژوئیه ۲۴۶۵                | ۱۵:۵۴:۴۸                          | حلقه‌ای | 25N 50.6W                | ۰٫۰۹۰۴  | ۰٫۹۴۸۲ | ۱۹۱        | ۶ دقیقه و ۳۵ ثانیه      |      |
| ۱۵۳   | ۳۵  | ۳ اوت ۲۴۸۳                   | ۲۲:۲۱:۱۸                          | حلقه‌ای | 17.4N 147.7W             | ۰٫۰۰۳   | ۰٫۹۴۷۹ | ۱۹۲        | ۶ دقیقه و ۵۰ ثانیه      |      |
| ۱۵۳   | ۳۶  | ۱۵ اوت ۲۵۰۱                  | ۴:۵۲:۰۸                           | حلقه‌ای | 9.5N 113.4E              | -۰٫۰۸۱  | ۰٫۹۴۷۱ | ۱۹۵        | ۷ دقیقه و ۱ ثانیه       |      |
| ۱۵۳   | ۳۷  | ۲۶ اوت ۲۵۱۹                  | ۱۱:۲۷:۴۹                          | حلقه‌ای | 1.4N 12.7E               | -۰٫۱۶۱  | ۰٫۹۴۶  | ۲۰۱        | ۷ دقیقه و ۸ ثانیه       |      |
| ۱۵۳   | ۳۸  | ۵ سپتامبر ۲۵۳۷               | ۱۸:۰۸:۵۹                          | حلقه‌ای | 6.7S 89.6W               | -۰٫۲۳۶۸ | ۰٫۹۴۴۶ | ۲۱۰        | ۷ دقیقه و ۱۱ ثانیه      |      |
| ۱۵۳   | ۳۹  | ۱۷ سپتامبر ۲۵۵۵              | ۰:۵۸:۱۸                           | حلقه‌ای | 14.8S 165.9E             | -۰٫۳۰۶۱ | ۰٫۹۴۲۹ | ۲۲۱        | ۷ دقیقه و ۱۰ ثانیه      |      |
| ۱۵۳   | ۴۰  | ۲۷ سپتامبر ۲۵۷۳              | ۷:۵۵:۵۰                           | حلقه‌ای | 22.7S 59.4E              | -۰٫۳۶۹  | ۰٫۹۴۱۱ | ۲۳۳        | ۷ دقیقه و ۶ ثانیه       |      |
| ۱۵۳   | ۴۱  | ۸ اکتبر ۲۵۹۱                 | ۱۵:۰۲:۴۹                          | حلقه‌ای | 30.2S 49.1W              | -۰٫۴۲۴۵ | ۰٫۹۳۹۳ | ۲۴۷        | ۷ دقیقه و ۰ ثانیه       |      |
| ۱۵۳   | ۴۲  | ۱۹ اکتبر ۲۶۰۹                | ۲۲:۱۸:۰۵                          | حلقه‌ای | 37.4S 159.2W             | -۰٫۴۷۳۴ | ۰٫۹۳۷۵ | ۲۶۳        | ۶ دقیقه و ۵۳ ثانیه      |      |
| ۱۵۳   | ۴۳  | ۳۱ اکتبر ۲۶۲۷                | ۵:۴۳:۵۱                           | حلقه‌ای | 44S 89.1E                | -۰٫۵۱۴  | ۰٫۹۳۵۸ | ۲۷۸        | ۶ دقیقه و ۴۴ ثانیه      |      |
| ۱۵۳   | ۴۴  | ۱۰ نوامبر ۲۶۴۵               | ۱۳:۱۸:۳۶                          | حلقه‌ای | 49.9S 23.6W              | -۰٫۵۴۷۷ | ۰٫۹۳۴۴ | ۲۹۳        | ۶ دقیقه و ۳۵ ثانیه      |      |
| ۱۵۳   | ۴۵  | ۲۱ نوامبر ۲۶۶۳               | ۲۱:۰۲:۰۱                          | حلقه‌ای | 54.9S 136.6W             | -۰٫۵۷۴۷ | ۰٫۹۳۳۳ | ۳۰۵        | ۶ دقیقه و ۲۶ ثانیه      |      |
| ۱۵۳   | ۴۶  | ۲ دسامبر ۲۶۸۱                | ۴:۵۳:۵۵                           | حلقه‌ای | 58.6S 110.4E             | -۰٫۵۹۵۲ | ۰٫۹۳۲۶ | ۳۱۴        | ۶ دقیقه و ۱۸ ثانیه      |      |
| ۱۵۳   | ۴۷  | ۱۳ دسامبر ۲۶۹۹               | ۱۲:۵۲:۵۰                          | حلقه‌ای | 60.9S 2.3W               | -۰٫۶۱۰۶ | ۰٫۹۳۲۵ | ۳۲۰        | ۶ دقیقه و ۸ ثانیه       |      |
| ۱۵۳   | ۴۸  | ۲۴ دسامبر ۲۷۱۷               | ۲۰:۵۸:۰۶                          | حلقه‌ای | 61.5S 115.6W             | -۰٫۶۲۱  | ۰٫۹۳۲۹ | ۳۲۱        | ۶ دقیقه و ۰ ثانیه       |      |
| ۱۵۳   | ۴۹  | ۵ ژانویه ۲۷۳۶                | ۵:۰۶:۱۲                           | حلقه‌ای | 60.6S 130E               | -۰٫۶۳   | ۰٫۹۳۴  | ۳۱۸        | ۵ دقیقه و ۵۰ ثانیه      |      |
| ۱۵۳   | ۵۰  | ۱۵ ژانویه ۲۷۵۴               | ۱۳:۱۸:۴۴                          | حلقه‌ای | 58.3S 13.1E              | -۰٫۶۳۵۸ | ۰٫۹۳۵۶ | ۳۱۰        | ۵ دقیقه و ۳۹ ثانیه      |      |
| ۱۵۳   | ۵۱  | ۲۶ ژانویه ۲۷۷۲               | ۲۱:۳۱:۱۸                          | حلقه‌ای | 55.2S 105.7W             | -۰٫۶۴۲۶ | ۰٫۹۳۷۸ | ۳۰۰        | ۵ دقیقه و ۲۷ ثانیه      |      |
| ۱۵۳   | ۵۲  | ۶ فوریه ۲۷۹۰                 | ۵:۴۴:۱۵                           | حلقه‌ای | 51.5S 133.7E             | -۰٫۶۴۹۵ | ۰٫۹۴۰۷ | ۲۸۶        | ۵ دقیقه و ۱۲ ثانیه      |      |
| ۱۵۳   | ۵۳  | ۱۷ فوریه ۲۸۰۸                | ۱۳:۵۳:۳۷                          | حلقه‌ای | 47.8S 12.9E              | -۰٫۶۶۰۱ | ۰٫۹۴۴۱ | ۲۷۱        | ۴ دقیقه و ۵۶ ثانیه      |      |
| ۱۵۳   | ۵۴  | ۲۷ فوریه ۲۸۲۶                | ۲۲:۰۱:۰۰                          | حلقه‌ای | 44.2S 108.3W             | -۰٫۶۷۲۹ | ۰٫۹۴۸  | ۲۵۴        | ۴ دقیقه و ۳۸ ثانیه      |      |
| ۱۵۳   | ۵۵  | ۱۰ مارس ۲۸۴۴                 | ۶:۰۲:۵۰                           | حلقه‌ای | 41S 131.5E               | -۰٫۶۹۱۳ | ۰٫۹۵۲۳ | ۲۳۶        | ۴ دقیقه و ۱۸ ثانیه      |      |
| ۱۵۳   | ۵۶  | ۲۱ مارس ۲۸۶۲                 | ۱۳:۵۹:۰۸                          | حلقه‌ای | 38.5S 12.4E              | -۰٫۷۱۴۸ | ۰٫۹۵۷  | ۲۱۸        | ۳ دقیقه و ۵۵ ثانیه      |      |
| ۱۵۳   | ۵۷  | ۳۱ مارس ۲۸۸۰                 | ۲۱:۴۸:۲۹                          | حلقه‌ای | 36.8S 105.1W             | -۰٫۷۴۴۷ | ۰٫۹۶۱۹ | ۲۰۱        | ۳ دقیقه و ۳۲ ثانیه      |      |
| ۱۵۳   | ۵۸  | ۱۲ آوریل ۲۸۹۸                | ۵:۳۱:۴۲                           | حلقه‌ای | 36.2S 138.9E             | -۰٫۷۸۰۱ | ۰٫۹۶۶۹ | ۱۸۵        | ۳ دقیقه و ۶ ثانیه       |      |
| ۱۵۳   | ۵۹  | ۲۳ آوریل ۲۹۱۶                | ۱۳:۰۷:۲۲                          | حلقه‌ای | 37.1S 24.8E              | -۰٫۸۲۲۳ | ۰٫۹۷۱۸ | ۱۷۳        | ۲ دقیقه و ۳۹ ثانیه      |      |
| ۱۵۳   | ۶۰  | ۴ مه ۲۹۳۴                    | ۲۰:۳۶:۳۷                          | حلقه‌ای | 39.7S 87.5W              | -۰٫۸۷۰۶ | ۰٫۹۷۶۴ | ۱۶۸        | ۲ دقیقه و ۱۲ ثانیه      |      |
| ۱۵۳   | ۶۱  | ۱۵ مه ۲۹۵۲                   | ۳:۵۹:۱۱                           | حلقه‌ای | 44.9S 162.2E             | -۰٫۹۲۴۹ | ۰٫۹۸۰۳ | ۱۸۲        | ۱ دقیقه و ۴۶ ثانیه      |      |
| ۱۵۳   | ۶۲  | ۲۶ مه ۲۹۷۰                   | ۱۱:۱۷:۰۶                          | حلقه‌ای | 55.7S 55.7E              | -۰٫۹۸۳۴ | ۰٫۹۸۲۶ | ۳۶۲        | ۱ دقیقه و ۲۶ ثانیه      |      |
| ۱۵۳   | ۶۳  | ۵ ژوئن ۲۹۸۸                  | ۱۸:۲۸:۵۳                          | جزئی   | 64.8S 51.6W              | -1.0476 | 0.9018 |            |                         |      |
| ۱۵۳   | ۶۴  | ۱۸ ژوئن ۳۰۰۶                 | ۱:۳۸:۲۱                           | جزئی   | 65.8S 168.4W             | -۱٫۱۱۴۳ | ۰٫۷۸۲۹ |            |                         |      |
| ۱۵۳   | ۶۵  | ۲۸ ژوئن ۳۰۲۴                 | ۸:۴۴:۲۹                           | جزئی   | 66.8S 75.2E              | -۱٫۱۸۴۱ | ۰٫۶۵۷۰ |            |                         |      |
| ۱۵۳   | ۶۶  | ۹ ژوئیه ۳۰۴۲                 | ۱۵:۵۱:۱۲                          | جزئی   | 67.8S 41.7W              | -۱٫۲۵۴۲ | ۰٫۵۲۹۳ |            |                         |      |
| ۱۵۳   | ۶۷  | ۱۹ ژوئیه ۳۰۶۰                | ۲۲:۵۶:۰۵                          | جزئی   | 68.8S 158.6W             | -۱٫۳۲۶۲ | ۰٫۳۹۷۱ |            |                         |      |
| ۱۵۳   | ۶۸  | ۳۱ ژوئیه ۳۰۷۸                | ۶:۰۴:۳۸                           | جزئی   | 69.7S 82.9E              | -۱٫۳۹۵۸ | ۰٫۲۶۸۴ |            |                         |      |
| ۱۵۳   | ۶۹  | ۱۰ اوت ۳۰۹۶                  | ۱۳:۱۴:۱۰                          | جزئی   | 70.5S 36.3W              | -۱٫۴۶۵۰ | ۰٫۱۳۹۹ |            |                         |      |
| ۱۵۳   | ۷۰  | ۲۲ اوت ۳۱۱۴                  | ۲۰:۲۹:۱۰                          | جزئی   | 71.1S 157.4W             | -۱٫۵۳۰۴ | ۰٫۰۱۷۸ |            |                         |      |